# 石鎚山駅
石鎚山駅（いしづちやまえき）は、愛媛県西条市西田甲にある四国旅客鉄道（JR四国）予讃線の駅である。駅番号はY32。

## 歴史
- 1929年（昭和4年）7月2日：開業[4]。
- 1970年（昭和45年）6月1日：貨物取扱廃止[3]。
- 1971年（昭和46年）11月8日：荷物扱い廃止[5]。駅員無配置駅となる[6]（簡易委託化）。
- 1987年（昭和62年）4月1日：国鉄分割民営化により、JR四国の駅となる[3]。

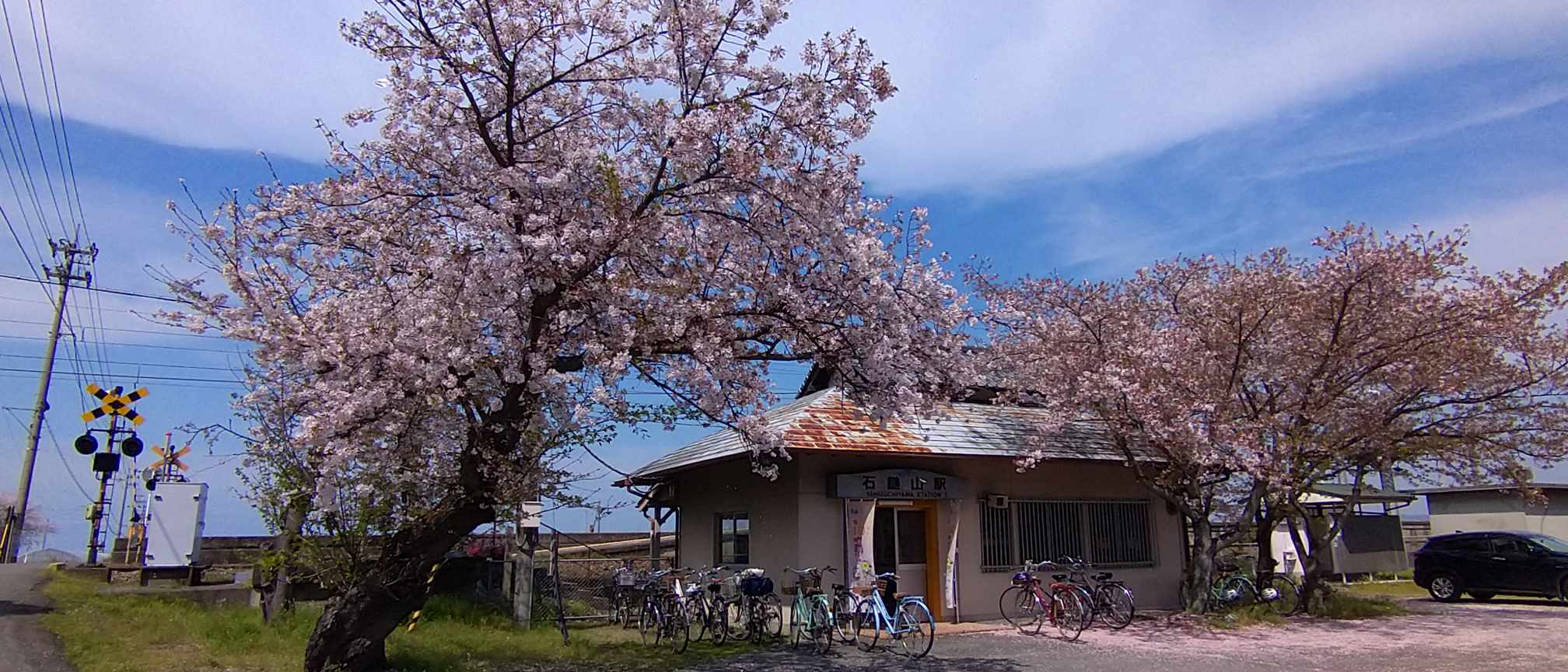
外観（2024年4月）

## 駅構造
島式ホーム1面2線を有する列車交換可能な地上駅。1番線が上下副本線、2番線が上下本線（制限速度100km/h）の1線スルーとなっている。停車列車も含め、上下線共交換が無い場合は基本的に2番のりばを通行する。ホーム幅は狭い。開業以来の小さな駅舎を改築して今も使用している。駅員無配置駅となってから長らく駅前の商店で近距離乗車券を販売する簡易委託駅であったが、現在は取りやめられている。

### のりば
| のりば | 路線    | 方向 | 行先                       |
| ------ | ------- | ---- | -------------------------- |
| 1・2   | ■予讃線 | 下り | 今治・松山・伊予市方面     |
| 1・2   | ■予讃線 | 上り | 新居浜・伊予三島・高松方面 |

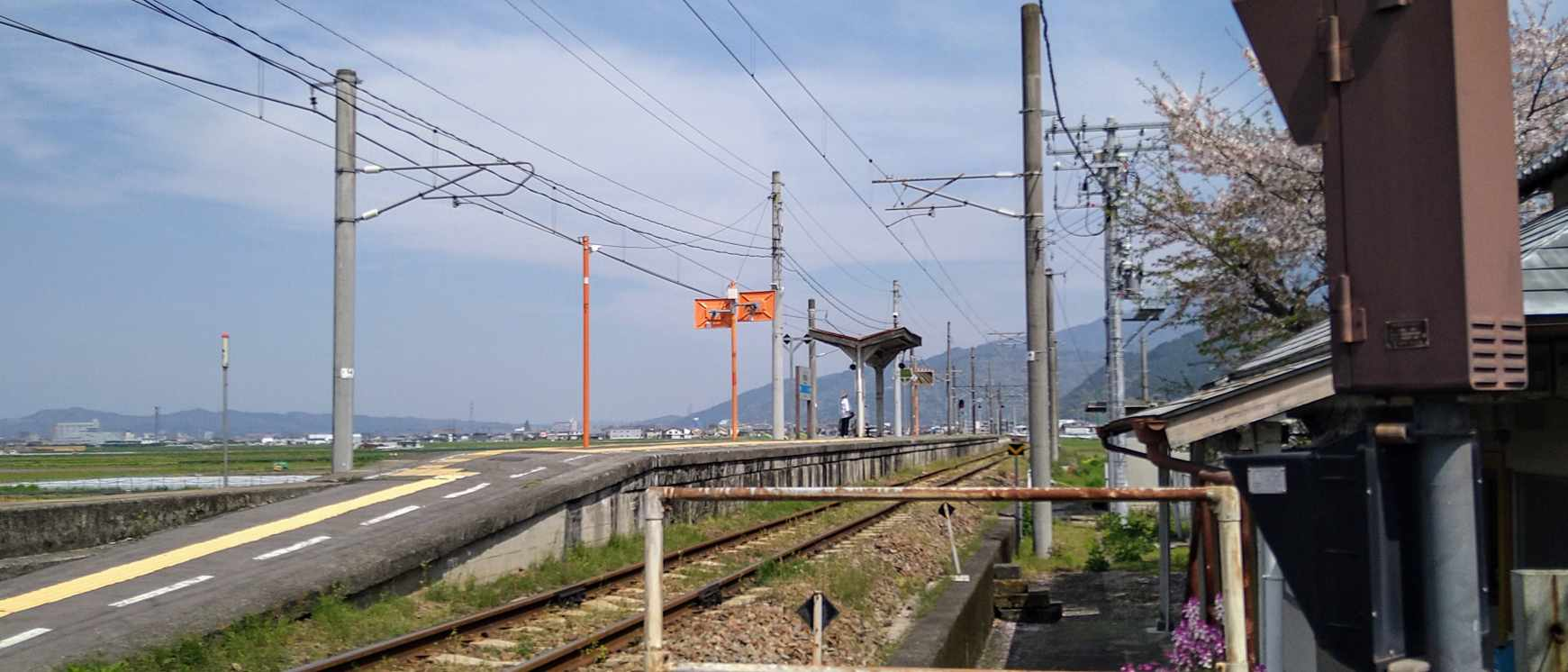
ホーム（2024年4月）

## 駅周辺
駅の周囲は田園地帯で、民家はそれほど多くない。石鎚神社への最寄駅ということになるが、神社までのアクセスは整備されていない。
- 西条西田郵便局
- 国道11号
- 石鎚神社本社
  - かつては「お山開き大祭」の際に特急が臨時停車していたが、現在は行われていない。
- 湯之谷温泉
- 四国霊場第六十四番札所前神寺

## 隣の駅
四国旅客鉄道（JR四国）
■予讃線
伊予西条駅 (Y31) - 石鎚山駅 (Y32) - 伊予氷見駅 (Y33)